# Jacob Black
Pour les articles homonymes, voir Black.
Jacob Black  est un personnage de fiction des livres Fascination, Tentation, Hésitation et Révélation par Stephenie Meyer. Il est décrit comme étant un Amérindien de la tribu Quileute vivant dans la réserve de La Push, près de Forks, Washington. Durant Tentation, il subit une transformation qui lui permet de se changer en loup. Il a les cheveux longs dans le premier film et courts à partir du deuxième loup garou depuis le premier film.

## Création et concept
Selon Stephenie Meyer, Jacob était initialement juste un moyen pour que Bella apprenne le secret d'Edward dans Fascination. Cependant, Meyer, son agent et son éditeur aimaient tous tellement Jacob qu'ils décidèrent de lui donner un plus grand rôle dans le livre suivant, Tentation.

« Jacob était ma première expérience avec un personnage qui prend du pouvoir - un personnage mineur développant tant de rondeurs et de vie que je ne pouvais pas continuer à le garder enfermé dans un petit rôle... Depuis le début, même quand Jacob apparaissait seulement au chapitre six de Fascination, il était si vivant. Je l'aimais. Plus que je n'aurais dû pour un si petit personnage. »

Meyer a écrit sur son site qu'après que Jacob Black eut commencé à apparaître comme un personnage prééminent dans Tentation, elle revint à Fascination, qu'elle était en train d'éditer à ce moment, pour « tisser Jacob et Billy au cours Fascination de manière plus centrale ».
Au début, il n'apparaît presque pas dans Fascination. Dans Tentation, alors qu'Edward vient de partir, Bella trouve refuge auprès de Jacob qu'elle considère comme son soleil. Il devient son meilleur ami. À partir de ce moment-là Jacob va prendre un rôle bien plus important.

### Fascination
Jacob a un petit rôle dans ce livre. Bella connaissait très peu Jacob (juste lorsqu'elle rendait visite à son père quand elle était enfant), jusqu'à ce qu'ils se retrouvent alors qu'elle vient d'emménager à Forks. Lorsqu'il lui raconte innocemment au cours d'une balade, une vieille légende de sa tribu, il lui révèle en quelque sorte  le secret d'Edward.

### Tentation
Après des mois de dépression à cause du départ d'Edward, Bella découvre qu'elle peut entendre sa voix quand elle est dans des situations dangereuses. À l'origine, elle cherche Jacob pour l'aider à réparer deux motos, mais très vite elle se lie d'amitié avec lui et commence doucement à sortir de sa dépression. Jacob est le descendant d'une lignée de modificateurs, un membre de la tribu Quileute qui a toujours été l'ennemi mortel des vampires. Au début, Jacob ne croit pas les légendes. Il a peur et est perturbé par un jeune homme de la réserve, Sam Uley, qui a de l'influence sur certains jeunes Quileute.  Mais quand Jacob commence à se transformer à cause d'une nouvelle menace vampirique, il apprend que les légendes sur les loups-garous et les vampires sont en fait vraies. Il patrouille dans la forêt avec sa meute, cherchant les vampires dans le secteur où sont tués des randonneurs locaux. Quand Bella est allée se balader dans la forêt et qu'elle s'est retrouvée face à Laurent, elle est sauvée in extremis par Jacob et la meute, qui pourchassent Laurent et réussissent à le tuer.
Elle apprendra toutefois qu'il a muté et l'acceptera comme il est. Ils seront de plus en plus proches, mais on voit tout de suite que Jacob ressent plus que de l'amitié envers Bella (Bella découvrira dans le tome 3 "Hésitation" qu'elle est amoureuse de lui depuis longtemps). Quand Bella saute d'une falaise impulsivement et se noie presque, Jacob la sort de l'eau et la sauve. Plus tard Edward crut par erreur que Bella était morte. Elle et la sœur d'Edward, Alice, se précipitent donc en Italie pour empêcher Edward de se révéler aux humains (par désespoir) et ainsi se faire tuer par les Volturi; laissant Jacob blessé et en colère. Jacob est déçu par le retour d'Edward et par l'empressement de Bella de le reprendre alors qu'il l'avait abandonnée. Il est aussi outragé et contrarié quand il apprend le plan de Bella pour devenir vampire. Jacob rappelle à Edward leur traité qui déclare que les Cullen ne sont pas autorisés à mordre un humain. Ce qui signifie que si un des Cullen transforme Bella en vampire, le traité sera brisé et les vampires et loups-garous entameront une guerre.

### Hésitation
Dans Hésitation, Bella
« hésite » entre Edward et Jacob. Bien qu'il soit évident que Bella préfère Edward, Jacob tente de gagner le cœur de Bella en voulant briser le couple de Bella avec Edward. Cette dernière finit même par éprouver des sentiments amoureux envers Jacob, mais pas aussi intensément que ce qu'elle ressent pour Edward. À la fin du livre, son chagrin face à cet amour à sens unique, et le fait que Bella deviendra tôt ou tard une vampire, lui font quitter Forks. Jacob demande à Bella de choisir entre lui et Edward. Jacob et Bella échangent deux baisers dans Hésitation. Le premier, qui surprend Bella, cette dernière outrée le frappe en se cassant les phalanges. Le deuxième alors que Jacob apprend que Bella a accepté de se marier avec Edward Cullen, elle lui demande de l'embrasser pour éviter qu'il parte. Celui-ci partira malgré tout se battre et tuera énormément de nouveau-nés (on peut voir dans le film que même Emmett est surpris par cette soudaine force qu'il manifeste). Il se fera casser les os par un nouveau-né en essayant de sauver Leah, et sera soigné par Carlisle.
Ce livre révèle la vraie nature de Jacob et des autres membres de la meute. Contrairement à une idée reçue, les Quileutes ne sont pas des Loups-Garous mais des Modificateurs.
Dans certaines éditions cet extrait de Révélation se trouve, p. 714, dans d'autres (exemple:Livre de poche)cet extrait se trouve page 774. 
● “[...] Bien que ces créatures se prennent elles-mêmes pour des loups-garous, ce n’en sont pas. Un terme plus exact pour les définir serait “Modificateurs”. Qu’ils aient choisi les loups relève du pur hasard. Ils auraient très bien pu se transformer en ours, en faucons ou en panthères lors de leur premier changement de personnalité. Ils n’ont aucun lien avec les Enfants de la Lune. Ils ont juste hérité du talent de leurs pères. C’est génétique. Ils ne perpétuent pas l’espèce en infectant les autres, contrairement aux vrais loups-garous.”

### Révélation
Après s'être absenté, Jacob revient au mariage d'Edward et de Bella pour faire la surprise à Bella. Bien qu'il soit visiblement peiné par ses décisions, il dit à Bella qu'il veut juste qu'elle soit heureuse. Il est outré quand Bella l'informe par mégarde qu'elle et Edward ont prévu d'avoir des relations avant qu'elle ne devienne une vampire, parce qu'il sait que la force d'Edward peut la tuer. Il commence à l'agresser en lui empoignant le bras mais Edward, Seth Clearwater (un autre Modificateur) et Sam Uley (l'Alpha de la meute, c'est-à-dire le chef tout puissant de la meute) le neutralisent et l'expulsent du mariage. Quand Bella et Edward reviennent de leur lune de miel, Jacob découvre avec horreur qu'elle est enceinte d'Edward et que sa grossesse l'affaiblit de jour en jour. Quand il informe le reste de la meute à propos de la grossesse de Bella, Sam planifie d'attaquer les Cullen et de tuer Bella et le bébé parce qu'ils croient que le bébé présente une menace pour Bella et surtout pour les humains (ils ont une interdiction de tuer les humains). Jacob, qui respecte Carlisle Cullen et sait que les Cullen sont innocents, désobéit aux ordres de Sam en lui faisant savoir qu'étant le descendant du grand chef des quileutes, il n'a pas à se soumettre, ni à lui, ni à quiconque, et se sépare des autres, pour la première fois, profondément satisfait de son droit de naissance de loup Alpha. Il fonde une nouvelle meute où Leah et Seth Clearwater le rejoignent (ainsi que Quil Ateara et Embry Call après le réveil de Bella), et aident les Cullen à protéger Bella.
Jacob assiste à la naissance de Renesmée Carlie Cullen, la fille de Bella et d'Edward. Après l'avoir d'abord considérée comme une horrible créature, il voulait d'ailleurs tuer cette dernière car il l'a prenait pour responsable de la presque mort de sa mère, il s'imprègne d'elle. L'imprégnation est un phénomène propre à sa tribu. Elle les lie à une personne susceptible, en procréant ensemble, de donner naissance à des loups plus forts. Ce lien est tel la gravité, ainsi la vie de la personne imprégnée tourne autour de la personne à laquelle il est imprégné. Même si le Modificateur avait (avant son imprégnation) une relation amoureuse, l'imprégnation ne lui ferait plus rien ressentir pour cette dernière. Jacob devient ainsi très protecteur envers Renesmée (elle devient intouchable de la part des loups), la surnommant Nessie car « Le nom que Bella lui a donné est compliqué, alors... ». Alors qu'elle grandit, ils deviennent très proches, et Jacob agit comme un grand frère pour elle. Avec l'âge, il est probable qu'il devienne ce que Renesmée voudra qu'il soit (confident, petit ami, mari, protecteur...). Jacob lui donne un bracelet, la version Quileute d'une alliance. Bien que Renesmée soit une hybride (mi-humaine mi-vampire), une guerre aurait pu avoir lieu si Jacob était encore avec les Quileute. Mais Jacob devient une part de la famille Cullen et l'inimitié entre lui, Edward et les autres Cullen se dissipe, lui et Edward en venant à se voir comme des frères au lieu de rivaux.

## Caractérisation

### Apparence physique
Jacob a une peau bronzée qui fait ressortir ses belles dents très blanches lorsqu'il sourit comme Bella aime tant, des cheveux  et des yeux noirs. Dans Fascination, il est décrit comme un grand et mince garçon de 16 ans. Il est aussi très musclé et est à peine plus grand que Bella. Cependant à la fin de Fascination et au début de Tentation, il fait plus de 1,90 m. Dans Hésitation, il mesure environ 2 mètres, avec un corps tonifié et musclé .Dans Tentation, après avoir découvert qu'il est un loup-garou et avoir joint la meute Quileute, il coupe ses longs cheveux. Il les laisse pousser dans Hésitation car il pense que Bella les préfère ainsi. Il est dit qu'il est assez beau, et est souvent décrit par Bella comme étant très séduisant. Il tâche de porter uniquement des jeans coupés et des shorts, depuis que les vêtements sont souvent détruits durant la transformation. Lorsqu'il se transforme il a un beau pelage brun-roux et des yeux captivants, et est reconnu comme très rapide. Dans Révélation, Jacob, après une querelle avec Sam, devient plus grand et plus imposant.

### Personnalité et aptitudes
Bella décrit Jacob comme étant une "personne joyeuse" qui étend cette joie dans son entourage. Comme le personnage de Jacob émerge dans Tentation, il est montré comme étant joyeux, passionné, aventureux fougueux mais se met assez vite en colère.
En raison de son statut de loup-garou, Jacob est aussi capable de se transformer en un loup géant. La température de son corps est plus chaude que celle d'un humain ; elle atteint environ 42 °C, ce qui lui permet de supporter un temps très froid. Il est très fort et résistant même sous sa forme humaine (quand Bella se casse la main en le frappant dans Hésitation ou quand il détruit sa moto dans Révélation) . Son corps guérit aussi très vite, il peut communiquer avec sa meute de loups-garous par télépathie quand il est dans sa forme de loup, et il est mis en valeur qu'il est fort physiquement et tout comme Edward, il est plus rapide que ses semblables. Il deviendra encore plus fort à la suite de sa querelle avec Sam, il deviendra plus imposant et ressemblera bien plus a un "mâle-alpha" (= loups chefs de meutes). En effet, étant le descendant d'un grand chef quileute, il est naturellement né pour être un Alpha. Les loups-garous ne vieillissent pas s'ils se transforment régulièrement en loup. Une fois qu'ils ont commencé à se transformer, les loups-garous peuvent s’« imprégner » de quelqu'un, une méthode pour trouver l'âme sœur d'un loup-garou (qui est pour Jacob Renesmée), et agir comme un membre proche de la famille jusqu'à ce que l'objet de l'imprégnation soit assez âgé pour être son amant.

## Représentation cinématographique
C'est  l'acteur américain Taylor Lautner qui joue le rôle de Jacob Black dans les films tirés des romans.

## Référence
1. ↑  (en) « » QWP Exclusive : QWP is proud to announce the official birthday of Jacob Black! », sur quileutewolfpack.com via Wikiwix (consulté le 13 octobre 2023).